# Rua Uçá
A Rua Uçá é um logradouro localizado no bairro do Jardim Guanabara, na Ilha do Governador, Rio de Janeiro.
A rua projetada por Jorge de Macedo Vieira (projetista do bairro do Jardim Guanabara) tem um corredor palmeiras imperiais em seu contorno e formato de “U”, o que faz com que seu começo (na Praia da Bica) e seu fim (na Praça Jerusalém) sejam separados por apenas 1 quadra..
O nome da rua vem do caranguejo uçá, animal de mangue, vegetação predominante no litoral da Ilha do Governador.